# Teatro de Arena Honestino Guimarães
O Teatro de Arena Honestino Guimarães foi construído em 1974, e integra a Praça Maior do Campus Darcy Ribeiro da UnB, cujo projeto paisagístico foi realizado por Fernando Chacel. Localizado entre o Instituto Central de Ciências (ICC) e a Biblioteca Central (BCE) da UnB, é o mais importante espaço de apresentações e reuniões ao ar livre da UnB.

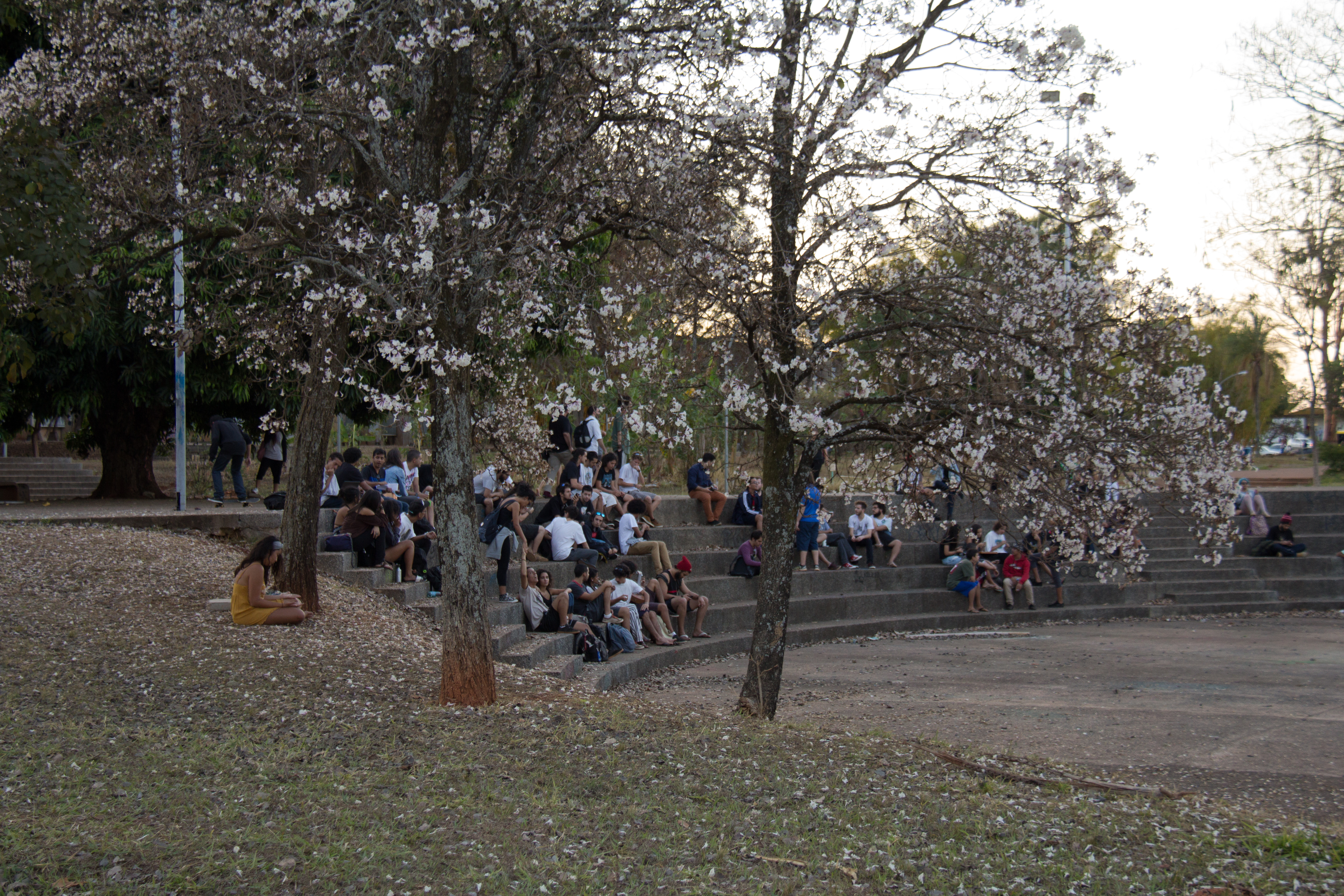
O Teatro de Arena Honestino Guimarães.

## História
Em 1997 o teatro de arena recebeu o nome de Teatro de Arena Honestino Guimarães, em homenagem ao líder estudantil e ex-aluno do curso de Geologia. 

## Eventos
Atualmente, o Teatro de Arena Honestino Guimarães é palco regular das Batalhas de Rap do evento Batalha da Escada.